# Tuur Elzinga

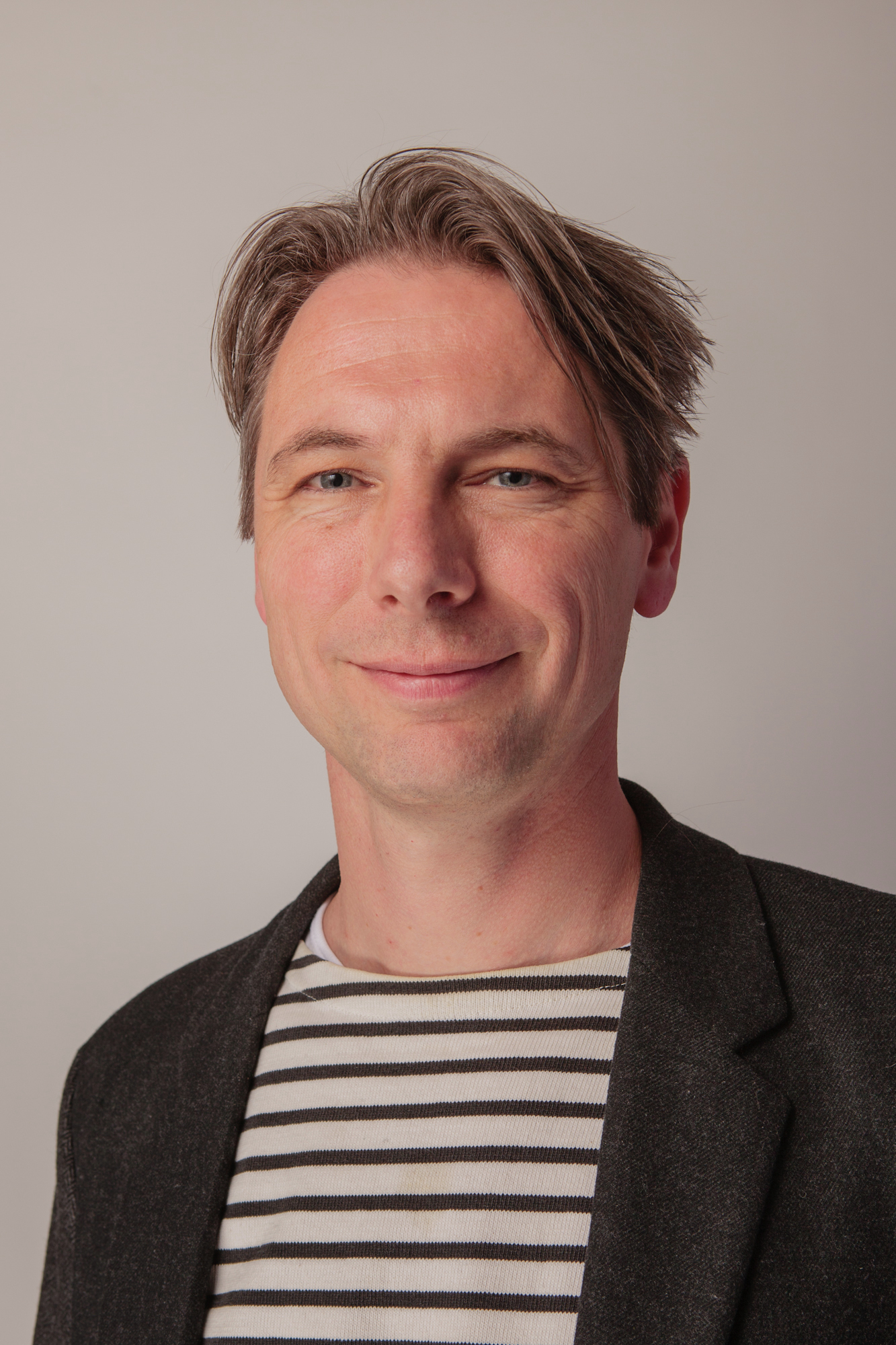
Imagem de Tuur Elzinga.

Arthur (Tuur) Elzinga (12 de dezembro de 1969) é um político e sindicalista holandês. Entre 2007 e 2016 atuou no Senado da Holanda representando o Partido Socialista. Desde 2018, é vice-presidente da confederação sindical FNV com responsabilidades pelas pensões e assuntos internacionais.

## Biografia
De 1988 a 1989, ele estudou física e astronomia na Universidade de Amsterdão e começou os seus estudos de doutoramento em ciências políticas em 1993.
Entre 1998 e 2002, ele trabalhou para o Partido Socialista no parlamento.
Em 2007, Elzinga foi cofundador da Tax Justice Netherlands (o braço holandês do ATTAC). Ele foi escolhido para ser o sexto na lista concorrente do Partido Socialista para o Senado, vencendo as eleições em junho de 2007. Exerceu funções no Senado até 2016, altura em que foi presidente da Comissão Permanente para os Assuntos Europeus. Nessa época, ele também trabalhou na FNV Mondiaal, focado em questões relacionadas ao Zimbábue e trabalho decente.
A partir de 2017, Elzinga atuou como vice-presidente da FNV e atua como o principal negociador da Federação com o governo e empregadores sobre pensões.